# Хёнджин (сингл)
Хёнджин (или HeeJin & HyunJin) — второй сингл-альбом южнокорейской гёрл-группы LOOΠΔ второй представленной участницы Хёнджин и вторая часть пре-дебютного проекта группы. Сингл был выпущен компанией Blockberry Creative 18 ноября 2016 года. Альбом состоит из двух треков, сольной песни Хёнджин «Around You» и дуэта Хёнджин и Хиджин «I’ll Be There».

## Выпуск и продвижение
28 октября была представлена Хёнджин, вторая участница LOOΠΔ.
10 ноября был выпущен короткометражный фильм на дебютный сингл Хёнджин «Around You», снятый в Токио. 16 ноября был выпущен клип на песню «I’ll Be There», а также официальный клип «Around You».
Физические копии альбома были выпущены в двух версиях: «Хёнджин» и «Хёнджин и Хиджин», отличаются версии только обложками.

## Список композиций
| №                   | Название                           | Текст песни                 | Музыка                      | Аранжировка         | Длительность |
| ------------------- | ---------------------------------- | --------------------------- | --------------------------- | ------------------- | ------------ |
| 1.                  | «Around You (다녀가요)» (Хёнджин)  | Lee Juhyung                 | Lee Juhyung                 | Lee Juhyung         | 3:09         |
| 2.                  | «I'll Be There» (Хиджин и Хёнджин) | Artronic Waves, David Kater | Artronic Waves, David Kater | Artronic Waves      | 3:29         |
| Общая длительность: | Общая длительность:                | Общая длительность:         | Общая длительность:         | Общая длительность: | 6:38         |

## Чарты
| Чарт                                 | Высшая позиция | Продажи       |
| ------------------------------------ | -------------- | ------------- |
| Южная Корея Gaon Weekly Album Chart  | 28             | - KOR: 1,193+ |
| Южная Корея Gaon Monthly Album Chart | 65             | - KOR: 1,193+ |